# 阿爾弗連德骨鯿
阿爾弗連德骨鯿（学名：Osteobrama alfredianus）为輻鰭魚綱鯉形目鲤科的一個種，分布於亞洲薩爾溫江流域，棲息在中底層水域。

## 扩展阅读
維基物種上的相關：阿爾弗連德骨鯿